# Paul Greengard
Paul Greengard (11. prosince 1925, New York, New York, USA – 13. dubna 2019, New York) byl americký neurobiolog, který změnil chápání toho, jak spolu mozkové buňky komunikují, a přispěl k významnému pokroku v léčbě celé řady neurologických a psychiatrických onemocnění jako Parkinsonova choroba, schizofrenie a drogová závislost. Za výzkum přenosu signálů v nervovém systému byl spolu s Arvidem Carlssonem a Ericem Kandelem v roce 2000 oceněn Nobelovou cenou za fyziologii a lékařství. 
V roce 1953 získal doktorát z biofyziky na Univerzitě Johnse Hopkinse. Byl ředitelem biochemického výzkumu ve výzkumných laboratořích farmaceutické společnosti Geigy a profesorem farmakologie na Yaleově univerzitě. Od roku 1983 působil jako profesor a vedoucí laboratoře a později ředitel Fisherova centra pro výzkum Alzheimerovy choroby na  Rockefellerově univerzitě. Jeho manželkou byla sochařka Ursula von Rydingsvardová.

## Biografie
Paul Greengard se narodil 11. prosince 1925 v New Yorku do židovské rodiny. Jeho starší sestrou byla herečka Irene Kane, která se později stala spisovatelkou pod jménem Chris Chase. Otec byl vaudevillový komik. Paulova matka zemřela při porodu a otec se v roce 1927 znovu oženil. Paul i jeho sestra byli vychováváni v křesťanské tradici.
Během druhé světové války sloužil u námořnictva Spojených států amerických jako technik elektroniky na Massachusettském technologickém institutu a pracoval na systému včasného varování před japonskými letadly kamikaze. Po druhé světové válce navštěvoval Hamilton College, kde v roce 1948 získal bakalářský titul z matematiky a fyziky. Rozhodl se nepokračovat v postgraduálním studiu fyziky, protože většina poválečného fyzikálního výzkumu byla zaměřena na jaderné zbraně, a místo toho se začal zajímat o biofyziku. Postgraduální studium zahájil na Univerzitě Johnse Hopkinse, kde se věnoval výzkumu molekulární a buněčné funkce neuronů a v roce 1953 získal doktorát. Poté pracoval jako postdoktorand na univerzitách v Londýně, Cambridgi a Amsterdamu.
Po návratu do Spojených států vedl Greengard oddělení biochemie ve výzkumné laboratoři farmaceutické společnosti Geigy (později Novartis) v Ardsley ve státě New York (1959–67) a vyučoval na lékařských fakultách Vanderbiltovy (1961–70) a Yaleovy univerzity (1968–83). V roce 1983 přišel na Rockefellerovu univerzitu, kde založil Laboratoř molekulární a buněčné neurobiologie a od roku 1995 působil jako zakládající ředitel Fisherova centra pro výzkum Alzheimerovy choroby. Byl členem Národní akademie věd a Americké akademie umění a věd. Výzkumné práci na univerzitě se věnoval až do své smrti. Zemřel 13. dubna 2019.

## Výzkum
Neurověda se původně zaměřovala především na elektrickou aktivitu nervových buněk a na generování elektrických synaptických potenciálů, přičemž biochemickým procesům, které tyto funkce zprostředkovávají nebo modulují, se věnovala jen malá pozornost. V průběhu několika desetiletí poskytla Greengardova laboratoř vědecké důkazy, které podpořily radikálně širší pohled na nervovou signalizaci, a stanovila ústřední roli fosforylace proteinů jako hlavního způsobu buněčné regulace, které řídí prakticky všechny aspekty neuronální funkce, včetně generování nervových a synaptických potenciálů, struktury nervových buněk, jejich metabolického stavu a probíhajících transkripčních a translačních adaptací, které udržují neuronální funkci po celý život. Uvedený názor byl zpočátku přijat s krajní skepsí mnoha předních odborníků v oboru, kteří se bránili představě, že by nervové jevy mohly být řízeny biochemickými procesy.
Když Greengard koncem šedesátých let 20. století zahájil svou oceňovanou práci, byly v signalizačním procesu zvaném pomalý synaptický přenos známy klíčové neurotransmitery dopamin, noradrenalin a serotonin. Greengard ukázal, že pomalý synaptický přenos zahrnuje chemickou reakci zvanou fosforylace bílkovin, při níž se molekula fosfátu spojí s bílkovinou a změní její funkci. Vypracoval dráhu přenosu signálu, která začíná dopaminem. Když se dopamin naváže na receptory ve vnější membráně neuronu, způsobí nárůst cyklického AMP, tzv. druhého posla. Tato molekula zase aktivuje enzym, který přidává molekuly fosfátu k dalším proteinům v neuronu.
Greengard nakonec ukázal, že elektrická a chemická signalizace fungují v tandemu. Zjistil, že fosforylace bílkovin v buňkách spouští kaskádu chemických změn, které zesilují dopaminový signál. Tato reakce umožňuje, aby buňky vysílaly elektrické signály. Poruchy v dopaminergních drahách se přímo podílejí na patogenezi mnoha neurologických a psychiatrických poruch. Greengardův výzkum prokázal mnoho z těchto příčinných souvislostí a vedl k vývoji léčby Parkinsonovy choroby, schizofrenie a ADHD. Jeho práce přinesla také poznatky o reakci mozku na řadu návykových látek, včetně amfetaminu, kofeinu, kokainu, etanolu, LSD, morfinu a nikotinu.
Za výzkum přenosu signálů v nervovém systému obdržel Paul Greengard spolu s Arvidem Carlssonem a Ericem Kandelem v roce 2000 Nobelovu cenu za fyziologii a lékařství.

## Osobní život
Otec a nevlastní matka vychovávali Greengarda jako vlastního. O existenci své biologické matky se dozvěděl až ve svých 21 letech.
Greengard byl třikrát ženatý a dvakrát se rozvedl. Z prvního manželství měl dva syny, Clauda a Leslieho. Claude Greengard získal doktorát z matematiky na univerzitě v Berkeley a Leslie vystudoval medicínu a informatiku na Yalově univerzitě a stal se významným vědcem. V roce 1985 se Greengard oženil se sochařkou Ursulou von Rydingsvard, jejíž díla jsou vystavena v Metropolitním muzeu umění a Muzeu Whitneyové. Měli spolu dceru Ursulu.

## Cena Pearl Meister Greengardové
Greengard použil svůj honorář za Nobelovu cenu na financování Ceny Pearl Meister Greengardové, ocenění pro ženy ve vědě za biomedicínský výzkum. Cena byla založena v roce 2004 a je pojmenována po jeho matce, která zemřela při porodu.